# Papillon (libro)
Papillon è un romanzo autobiografico scritto da Henri Charrière e pubblicato in Francia il 30 aprile 1969. Papillon, farfalla in francese, è il nomignolo di Charriere, derivante dal tatuaggio di una farfalla sul suo petto. Il romanzo offre una dettagliata cronaca dell'incarcerazione di Papillon e della sua successiva fuga dalla colonia penale francese della Guyana: copre un periodo di 14 anni tra il 1931 e il 1945.

## Sinossi
Il libro è diviso in 13 quaderni, ognuno dei quali è diviso in capitoli a sua volta.
Papillon, alias Henri Charrière, venticinquenne viene condannato ingiustamente all'ergastolo. Senza ricorrere in cassazione e senza denunciare nessuno, il protagonista si rifugia nella speranza dell'evasione. Trasferito dalla Conciergerie, dove era stato rinchiuso, dapprima a Saint-Martin-de-Ré e successivamente al bagno penale, situato nella Guyana francese, architetta la prima evasione che con successo lo porterà fino in Colombia, dove, riacciuffato, verrà ritrasportato al bagno.
Recluso nel penitenziario situato sull'Isola di San Giuseppe, Papillon sconta la sua pena di due anni per evasione. Successivamente, liberato, viene trasportato all'Isola Reale, dove tenterà un'altra fallimentare evasione che gli costerà 8 anni di reclusione. Scontati solo 18 mesi, viene riammesso all'isola Reale, ma poi subito trasferito a quella del Diavolo, dove riuscirà a evadere verso la Grande Terre, dalla quale prenderà il largo e approderà a Georgetown e quindi, dopo una fuga inaspettata, approderà sulla costa venezuelana. Qui trascorrerà quasi un anno in balia del penitenziario di massima sicurezza, El Dorado. Liberato, si stabilirà successivamente in Venezuela.

## Dubbi sulla veridicità del racconto
Negli anni settanta, in seguito all'uscita del film, si sono alzate voci che hanno messo in dubbio la veridicità del racconto. In particolare, Charles Brunier, detenuto che aveva conosciuto Charrière nel carcere di Guyana, sostenne che Papillon riprendesse i rocamboleschi tentativi di fuga tentati da lui e da René Belbenoît. Quest'ultimo, morto nel 1959, pubblicò negli Stati Uniti un resoconto della propria vita carceraria e da evaso, Dry Guillotine (1938), che conobbe un grande successo (oltre un milione di copie vendute).
Furono scritti due libri che attaccarono il personaggio di Henri Charrière: Papillon épinglé di Gérard de Villiers e Les Quatre Vérités de Papillon di Georges Ménager. In entrambi ci si interroga sulla storia e il carattere di Papillon. Nel dicembre 1969, pochi mesi dopo la pubblicazione del libro, l'editore Robert Laffont aveva inviato a Roger-Jean Ségalat i documenti relativi alla storia per verificarne la veridicità. Ségalat aveva individuato diversi elementi falsi, che riportò in un libro intitolato Sur les traces de Papillon. Nel suo libro del 1974, l'editore Robert Laffont, dedicando un passaggio eulogistico a Charrière, non dirà nulla sulle scoperte di Ségalat. In realtà, il libro è una "biografia romanzata". Molti dei fatti presentati come appartenenti alla vita di Charriere sono stati effettivamente sperimentati da altri personaggi, tra cui Alexandre Marius Jacob, René Belbenoît, Pierre Bougrat e Charles Brunier. Inoltre, lo scrittore Max Gallo avrebbe partecipato alla scrittura del libro. Henri Charrière rispose ai suoi critici nel 1972 col libro Banco, nel quale parlò della sua vita, il prima e dopo il carcere, ovvero negli anni successivi alla fuga che gli ha ridato la libertà.

## Altri media

### Film
- Nel 1973 dal romanzo fu tratto un omonimo film di grande successo, diretto da Franklin Schaffner ed interpretato da Steve McQueen e Dustin Hoffman.
- Nel 2017 è stato realizzato un remake intitolato sempre Papillon, diretto da Michael Noer ed interpretato da Charlie Hunnam e Rami Malek.

## Edizioni
- Papillon, traduzione di Danilo Montaldi, Prefazione di Jean-Pierre Castelnau, con il saggio «Papillon o la letteratura orale» di Jean-François Revel, Collana Omnibus, Milano, Arnoldo Mondadori Editore, 1970.